# Horatio Torromé
Horatio Tertuliano Torromé (* 1861 in Rio de Janeiro; † 16. September 1920 in Willesden, Greater London) war ein Eiskunstläufer, der international für Argentinien und das Vereinigte Königreich startete.

## Leben und Karriere
Torromé kam als Sohn eines argentinischen Vaters und einer brasilianischen Mutter zur Welt. Bald nach seiner Geburt emigrierte die Familie nach Großbritannien, wo der Vater als erfolgreicher Tee- und Kaffeeimporteur zu einigem Reichtum kam. Im Jahre 1881 stieg Torromé zusammen mit seinem Bruder in das Geschäft des Vaters ein.
Torromé startete für das Vereinigte Königreich bei der Eiskunstlauf-Weltmeisterschaft 1902 in London. Nach dem Pflichtprogramm noch auf Platz drei gelegen, rutschte er nach der Kür auf den vierten und letzten Rang ab. Weltmeister wurde der Schwede Ulrich Salchow.
1905 wurde er Britischer Meister im Eiskunstlauf und im darauffolgenden Jahr konnte er seinen Titel verteidigen. Bereits 1903 war er hinter Madge Syers Vizemeister geworden.
1908, mittlerweile 46-jährig, gelang es ihm, sich für Großbritannien zu den Olympischen Spielen in London zu qualifizieren. Kurzfristig entschloss er sich jedoch, lieber für das Heimatland seines Vaters, Argentinien, an den Start zu gehen. Er war der einzige südamerikanische Teilnehmer der Londoner Spiele und belegte den siebten Platz. Bis heute (Stand 2015) ist er der einzige Argentinier, der je an einem olympischen Eiskunstlaufwettbewerb teilnahm.
Torromé agierte in London auch als Punktrichter für den Paarlauf und übte diese Rolle bei den Eiskunstlauf-Weltmeisterschaften 1912 in Manchester erneut aus.